# Macroglossum nemesis
Macroglossum nemesis là một loài bướm đêm thuộc họ Sphingidae, chi Macroglossum.